# Густина пластового газу
Густина пластового газу (рос. плотность пластового газа; англ. density of crude gas; нім. Schichtenerdgasdichte f) — відношення маси газу за пластових температури і тиску до його об’єму.